# 三池淵市
三池淵市（：／ Samjiyŏn si */?）是朝鮮民主主義人民共和國兩江道東北部的一個市，北、西與中國吉林省接壤。面積1,326.14平方公里，2008年人口31,471人。下分10洞、4勞動者區。

## 地理
朝鮮半島的最高峰白頭山位於本郡，這裡也是鴨綠江和圖們江的源頭。兩江分別向東西兩方流向大海，並形成中朝邊界。

## 歷史
1961年，由普天郡和咸鏡北道延社郡各划出一部設立本郡。郡內的白頭山密營是朝鲜官方宣稱領袖金正日的出生地。
2019年12月10日，朝鲜最高人民会议常任委员会发布政令，决定将三池渊郡升格为三池渊市。同時自2017年起，三池渊市開始進行全面改建工程，共分三期，於2021年底竣工。

## 行政区划
三池渊升格为市的同时，原三池渊邑被撤销，拆分为光明星洞、枕峰洞、白桦树洞和落叶松洞。白头山密营工人区、鲤明水工人区、五号坝工人区、新武城工人区、胞胎工人区和茂峰工人区分别改为白头山密营洞、鲤明水洞、五号坝洞、新武城洞、胞胎洞和茂峰洞。

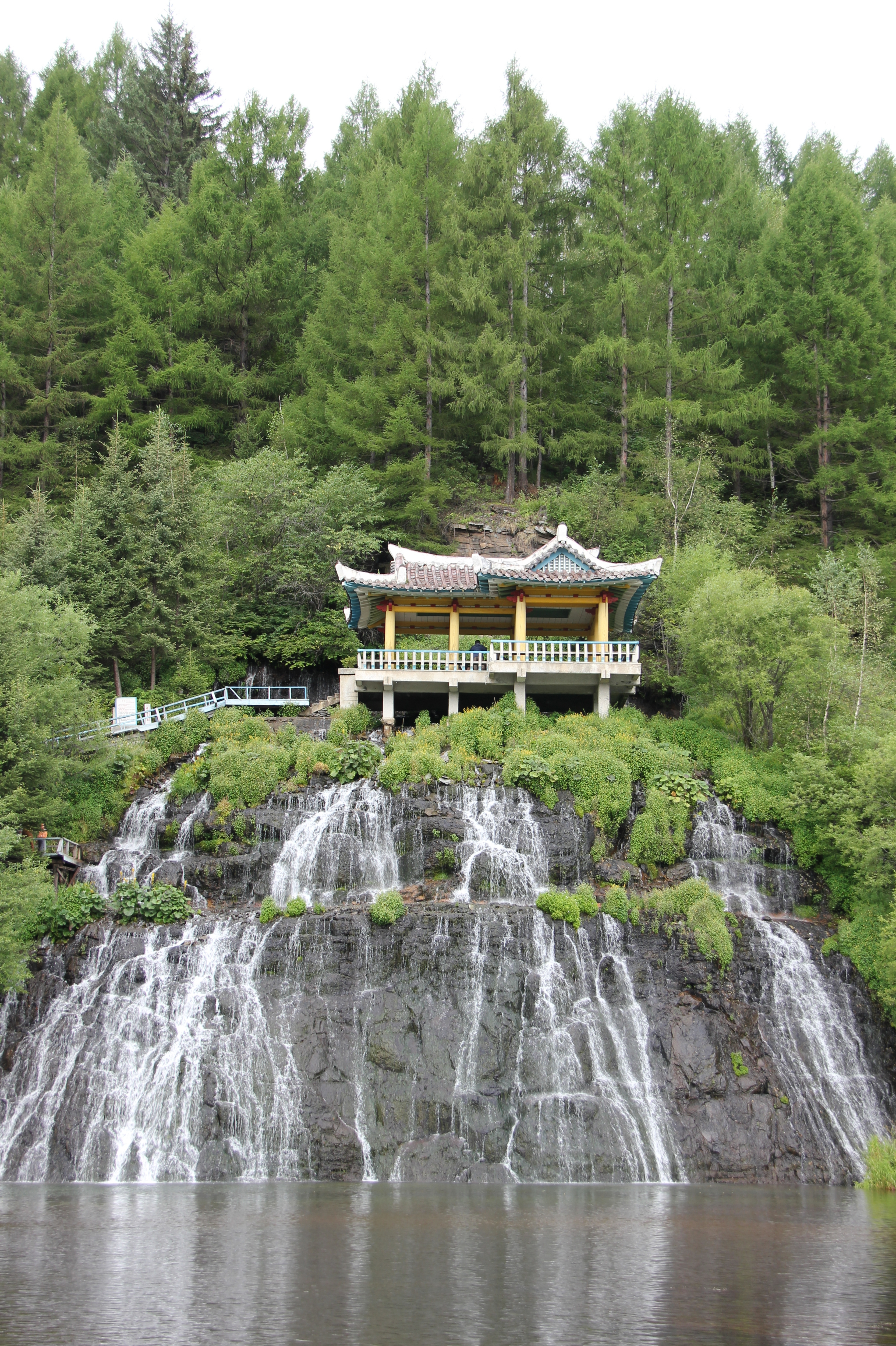
鲤明水瀑布

## 外部連結
勞動新聞影片：翻天覆地的三池淵地區 （页面存档备份，存于）